# ゲット・アウト
『ゲット・アウト』（原題: Get Out）は、2017年のホラー映画。白人のガールフレンドの実家を訪れたアフリカ系アメリカ人の青年が体験する恐怖を描く。監督・脚本はジョーダン・ピール、主演はダニエル・カルーヤが務めた。
日本では2017年9月17日に「第10回したまちコメディ映画祭in台東」で初上映されたのち、同年10月27日に全国公開された。
2018年、スティーヴン・ジェイ・シュナイダーの『死ぬまでに観たい映画1001本』にも掲載された。

## あらすじ
クリス・ワシントンは、恋人ローズ・アーミテージの実家に挨拶へ行くことになった。クリスが「なぜ君は僕が黒人であることを両親に伝えないのか」と尋ねると、ローズは一瞬動揺した素振りを見せたものの、「父さんと母さんは人種を気にするような人たちじゃないわ。貴方のことを歓迎してくれるはずよ」と答えた。ニューヨークの高級住宅街にあるローズの実家へ向かう途中、2人の乗る車は鹿に衝突した。クリスは撥ねてしまった鹿を見て何かを思い出していた。事故現場にやって来た警官がクリスに横柄な態度を取ったため、ローズは警官を一喝した。その一方で、事態をこじらせたくないクリスは、不快に思いつつも警官の質問に答えていった。
アーミテージ家に到着した2人は、ローズの両親であるディーンとミッシーから温かい歓迎を受ける。ディーンの案内で家を回ったクリスは、甲斐甲斐しく働くジョージナとウォルターに挨拶する。クリスは、ミッシーから「禁煙のために催眠療法を受けなさい」と言われたが、丁重に断った。家を一通り見て回った後、ローズは、ディーンとミッシーから「明日はパーティーがあるんだ」と告げられ露骨に嫌な顔をしたが、クリスは特に気にも留めなかった。クリスは、ケンカとスポーツに明け暮れているローズの弟、ジェレミーにも会った。その日の夜、クリスが一服するために家の外に出ると、ウォルターが家の周りを全力疾走していた。ジョージナに至っては窓を凝視していた（夜の窓ガラスに映った自分の姿に見惚れていた）。クリスは、2人の奇行に恐怖を感じてミッシーの部屋に駆け込んだが、そこで彼は強制的に催眠療法を受けさせられた。クリスは、催眠によって母親が亡くなった夜を思い出す羽目になった。クリスの母親は、ローズと自分が撥ねた鹿と同じようにひき逃げに遭っており、子供だったクリスはその知らせを聞いてもショックのあまり動けず、何もできなかったのだという。催眠療法の最中、ミッシーはなぜか紅茶の入ったティーカップをスプーンで頻繁にかき混ぜ、音を鳴らしていた。
翌日、クリスは、煙草を見ると強烈な不快感を抱くようになっていた。クリスは、ウォルターに話しかけたが、彼は昨夜の全力疾走はただの運動だった、などと決まり切ったことしか言わなかった。そうこうしているうちに、パーティーの招待客が続々とアーミテージ家にやって来た。ディーンは半ば興奮して招待客をクリスに紹介した。ほとんどの招待客が白人だったこともあって、クリスは少々気分を害した。黒人差別を受けているわけではないが、やたらとクリスのことを褒め、黒人の社会的待遇を聞いたり、ゴルフ経験を聞くだけでなくスイングを見せてくれと言われたり、体格を触って調べたりしてくる客ばかりだった。さらには、盲目の画商ジム・ハドソンに「僕は君の写真が大好きなんだ」と言われた。居心地が悪いクリスはアーミテージ家の2階に上がると、なぜか招待客全員が静まり返り、2階を見上げていた。まるで客のほとんどがクリスを見るために訪れたようだった。
クリスは、気分が悪くなり、友人のロッドに連絡を取ろうとしたが、携帯電話の充電が切れていることに気がついた。ジョージナが充電コードを勝手に抜いていたのである。クリスは、ジョージナを詰問したが、彼女は「清掃中に誤って抜けてしまったんです。申し訳ありません」という。しかし、クリスが「パーティーの招待客が白人ばかりだから、僕はいらいらしているんだ」と言った途端、ジョージナは狂ったように「No, No, No...」と繰り返し、涙を流しながら笑い出してどこかへ行ってしまった。その後、クリスはローガンに出会った。ローガンはずっと年の離れた白人女性と結婚した黒人の青年で、アーミテージ家で働くスタッフと同様に感情表現に乏しく、まるで白人のような振る舞いだった。クリスはローガンの写真を撮ろうとしたが、フラッシュをオフにするのを忘れていた。光を浴びた瞬間、ローガンは突然鼻血を出しながら「Get out! Get out!（出ていくんだ！出ていくんだ！）」と叫びはじめ、クリスに襲いかかってきた。ローガンはミッシーの部屋に連行された。ローガンは、催眠療法を受け、すっかり落ち着きを取り戻していた。
気分転換のためにクリスがローズと外出していた頃、アーミテージ家では怪しげなオークションが開かれていた。が、その対象はなんとクリスであった。そして、オークションの結果、盲目の画商ハドソンが「落札」した。クリスとローズが家に戻る頃、招待客の白人は続々と帰っていくところだった。家に入る際ウォルターとジョージナは怪しげに微笑み、ジェレミーはウクレレを弾き、ディーンとミッシーもこちらを凝視していた。クリスは我慢の限界だったため、ローズにそのことを伝え、急遽帰ることになる。ローズが身支度をしている間、クリスは、自宅で愛犬の世話を任せているロッドに、倍ほど年上に見える白人の女といたローガン・キングのことを話す。ロッドは何やらピンときたようでネットで何かを調べ始める。実はその日パーティーで出会ったローガン・キングとは、以前から行方不明になっていた「アンドレ・ヘイワース」であることが判明した。2人は得体の知れない不安を感じ始めた。ロッドは、警察署に行ってクリスのことを話したが信じてもらえず、まともに相手にされなかった。クリスは、部屋の奥にドアが開いているクローゼットを見つけそこに向かうと赤い箱があった。それを開けるとローズが写っている写真が入っていた。その中には黒人のボーイフレンドらしき人物と写っている写真が何枚もあり、クリスはなおさら奇妙に思った。すると、そこへ身支度を終えたローズが来た。やっと帰路につけるかと思えたその矢先、ローズが車の鍵を失くしたという。ローズが鞄の中を探している間にクリスは1階に下り、玄関のドアを開けようとするとタイミングを合わせたかのようにディーン、ミッシー、ジェレミーが3方向からやってくる。クリスは、ローズにまだ鍵は見つからないのかと問い詰めるが、ローズは見つからないため戸惑っている。だが、クリスはそれ以上に戸惑っているため思わずローズを怒鳴ると、ローズは鍵を手に持ちこれは渡せないと言う。そこからクリスは再び催眠術をかけられ、恐怖の体験をすることになる。

ローズの祖父ローマンは、若返りを望む裕福な老人たちと結社を組織し、神経外科医である息子や家族たちの協力のもと「凝固法」と呼ぶ脳移植を完成させた。使用人のウォルターとジョージナは、移植によってすり替わったローマン夫婦だったのだ。ローズは移植用の獲物を人知れず屋敷に誘い込む役であり、その獲物は才能のある逞しい黒人に限られていた。老人たちは皆、黒人の身体に憧れているのだ。
手術室に運ばれる直前に、脱出に成功するクリス。襲いかかる家族たちを死闘の末に討ち果たし、クリスは燃え盛る屋敷を後にした。

## キャスト
※括弧内は日本語吹替
- クリス・ワシントン - ダニエル・カルーヤ（三宅健太）
  - 11歳のクリス - ザイランド・アダムス
    - 写真家の黒人青年[7]。
- ローズ・アーミテージ - アリソン・ウィリアムズ（小松由佳）
  - 大学生。クリスの恋人の白人女性[7]。
- ミッシー・アーミテージ - キャサリン・キーナー（藤生聖子）
  - ローズの母親。催眠術を使用する心理療法家。
- ディーン・アーミテージ - ブラッドリー・ウィットフォード（二又一成）
  - ローズの父親。脳神経外科医。
- ジェレミー・アーミテージ - ケイレブ・ランドリー・ジョーンズ（佐藤せつじ）
  - ローズの弟。医学生。
- ロッド・ウィリアムス - リル・レル・ハウリー（間宮康弘）
  - クリスの親友。黒人系。TSA（運輸保安庁）に勤務している。
- アンドリュー・ローガン・キング - ラキース・スタンフィールド（丸山智行）
  - アーミテージ家のパーティに招かれた客。黒人系。
- ジョージナ - ベティ・ガブリエル（英語版）（きそひろこ）
  - アーミテージ家の使用人。黒人系。
- ウォルター - マーカス・ヘンダーソン（英語版）
  - アーミテージ家の庭の管理人。黒人系。
- ジム・ハドソン - スティーヴン・ルート（大塚芳忠）
  - 盲目の画商。クリスの写真も審査しているという。

## 製作
長らくコメディアンとして活躍してきたジョーダン・ピールにとって、本作は監督デビュー作であると共に初めて製作に携わったホラー作品であった。長らく「ホラー映画に取り組んでみたい」と公言してきたピールではあったが、監督デビュー作がコメディ作品ではなかったことは少なからぬ驚きを与えた。このことに関して、ピールは「ホラーとコメディは、多様な要素が絡み合いながら展開しているという点で似ている」「コメディアンとしての経験は、ホラー映画を監督するための訓練にもなっていたんだ」と説明している。ピールは『ステップフォードの妻たち』に触発されて本作の演出と脚本執筆に取り組んだのだとも言う。また、ピールはレイシズムをテーマに盛り込んでいることに関して「ストーリーは個人的な経験に依るところもある」と述べる一方で、「自伝的な作品ではない」と明言している。
2015年11月にダニエル・カルーヤとアリソン・ウィリアムズの起用が決まり、残りのキャストは2015年12月から2016年2月の間に決まっていった。
2016年2月16日、本作の主要撮影がアラバマ州フェアホープで始まった。同州のモービルにあるアッシュランド・プレイス歴史地区やバートン・アカデミーでも撮影が行われた。

### エンディングの変更
当初の計画では、屋敷を脱出したクリスがアーミテージ一家殺害容疑で警察に逮捕されるというエンディングになる予定であった。ピールはレイシズムの過酷な現実を反映したエンディングにしようとしていたのである。それは「黒人であるバラク・オバマが大統領に選出されたのだから、レイシズムは終わったと看做しても良い。もうレイシズムについて語るのを止めよう」と主張する人々に対して、「レイシズムはまだ終わっていない」というメッセージを打ち出すためでもあった。しかし、製作が本格的に始まるまでに、警察が黒人を不当な理由で射殺するという事件がアメリカ国内で相次いだ。そこで、ピールは敢えて本作をハッピーエンドにするという決断を下した。2017年4月4日、本作の公式TwitterはDVDに当初予定のエンディングを収録して発売すると発表した。

## サウンドトラック
本作で使用される楽曲を作曲したのはマイケル・エイブルズである。ピールは彼に「黒人音楽と黒人による歌唱が際立つような音楽を作曲してくれ」と要望した。ピールにとって黒人音楽は「黒人たちにかすかな希望を与えてくれるもの」だったからである。また、「ブードゥー教を連想するようなものは避けてくれ」という要望も出したのだという。その結果、楽曲はブルースとスワヒリ語圏の音楽の影響が色濃く出たものになった。

## 興行収入
2017年2月24日、本作は全米2781館で公開され、初週末に3337万ドルを稼ぎ出し、週末興行収入ランキング初登場1位となった。

## 評価
本作は批評家から極めて高い評価を受けている。映画批評集積サイトのRotten Tomatoesには287件のレビューがあり、批評家支持率は99%、平均点は10点満点で8.3点となっている。サイト側による批評家の見解の要約は「笑いどころもあるし、恐ろしさもある上に、観客を思考へと誘う作品だ。『ゲット・アウト』は鋭い社会批判をホラーとコメディを融合させた見事な娯楽作品に仕立て上げた」となっている。また、Metacriticには48件のレビューがあり、加重平均値は84/100となっている。なお、本作のCinemaScoreはA-となっている。このほか、フランス映画情報サイトAlloCinéにおいて、カイエ・デュ・シネマが満点である5つ星を与えるなど、26メディアの平均スコア4.0の評価を与えている。
批評家の中には、本作が「『ザ・ホワイトハウス』に出てくるようなリベラル派の人間」（レイシズムに抵抗する運動の味方を自認しているが、それが却って害悪をもたらしている人）の行動を風刺しているのではないかと指摘している者がいる。『ガーディアン』は「『ゲット・アウト』の悪役はアメリカ南部の人種差別主義者やネオナチ、オルタナ右翼ではない。彼/彼女らはリベラルな白人なのだ。『ガーディアン』の電子版を読んでいるような人たちなのだ。トレーダー・ジョーズで買い物をし、ACLU（アメリカ自由人権協会）にお金を寄付し、バラク・オバマに大統領を続けて欲しいと願うような人たちである。つまり、善良な人間であり、良き父・良き母でもある人たちなのだろう。『ゲット・アウト』が炙り出したのは──それが原因で不快感を抱いた観客もいるだろうが──この手のリベラルな白人たちが、どのようにして黒人の生活を困難なものにしているかということなのである（もしかすると、制作陣にその意図はなかったかもしれないが）。『ゲット・アウト』は白人リベラルの無知と傲慢──それはリベラルを腐らせている──を白日の下に晒したのだ。『ゲット・アウト』において、その傲慢な態度は恐るべき結末に至ってしまった。しかし、現実世界では自己満足に行き着くだけなのだ」と評している。

## 論争
2017年11月15日、第75回ゴールデングローブ賞において本作がミュージカル・コメディ部門にカテゴライズされたとの報道があった。これによって、本作が作品賞や主演男優賞でノミネーションを獲得する可能性が高まったが、ネット上では「『ゲット・アウト』はドラマ部門にカテゴライズされるべきではないか」という疑問の声が少なからず上がった。リル・レル・ハウリーも自身のTwitterで「レイシズムに面白さなんてない」とカテゴライズに疑義を呈した。ジョーダン・ピールはこうした論争を受けて「『ゲット・アウト』はドキュメンタリー映画です」とツイートしている。

## 受賞・ノミネート一覧
| 賞                                 | 日付           | カテゴリ                   | 対象者                                                                                      | 受賞結果   | 出典          |
| ---------------------------------- | -------------- | -------------------------- | ------------------------------------------------------------------------------------------- | ---------- | ------------- |
| MTVムービー・アワード              | 2017年5月7日   | 作品賞                     | ジョーダン・ピール                                                                          | ノミネート | [ 32 ]        |
| MTVムービー・アワード              | 2017年5月7日   | 男優賞                     | ダニエル・カルーヤ                                                                          | ノミネート | [ 32 ]        |
| MTVムービー・アワード              | 2017年5月7日   | コメディ演技賞             | リル・レル・ハウリー                                                                        | 受賞       | [ 32 ]        |
| MTVムービー・アワード              | 2017年5月7日   | 悪役賞                     | アリソン・ウィリアムズ                                                                      | ノミネート | [ 32 ]        |
| MTVムービー・アワード              | 2017年5月7日   | 次世代のスター             | ダニエル・カルーヤ                                                                          | 受賞       | [ 32 ]        |
| MTVムービー・アワード              | 2017年5月7日   | ベスト・スクリーン・デュオ | ダニエル・カルーヤとリル・レル・ハウリー                                                    | ノミネート | [ 32 ]        |
| MTVムービー・アワード              | 2017年5月7日   | 体制への反抗賞             | 『ゲット・アウト』                                                                          | ノミネート | [ 32 ]        |
| BETアワード                        | 2017年6月25日  | 作品賞                     | 『ゲット・アウト』                                                                          | ノミネート | [ 33 ] [ 34 ] |
| ゴッサム・インディペンデント映画賞 | 2017年11月27日 | 作品賞                     | 『ゲット・アウト』                                                                          | ノミネート | [ 7 ] [ 35 ]  |
| ゴッサム・インディペンデント映画賞 | 2017年11月27日 | 男優賞                     | ダニエル・カルーヤ                                                                          | ノミネート | [ 7 ] [ 35 ]  |
| ゴッサム・インディペンデント映画賞 | 2017年11月27日 | 脚本賞                     | ジョーダン・ピール                                                                          | 受賞       | [ 7 ] [ 35 ]  |
| ゴッサム・インディペンデント映画賞 | 2017年11月27日 | ブレイクスルー監督賞       | ジョーダン・ピール                                                                          | 受賞       | [ 7 ] [ 35 ]  |
| ゴッサム・インディペンデント映画賞 | 2017年11月27日 | 観客賞                     | 『ゲット・アウト』                                                                          | 受賞       | [ 7 ] [ 35 ]  |
| アカデミー賞                       | 2018年3月5日   | 作品賞                     | ショーン・マッキトリック、ジェイソン・ブラム、 エドワード・H・ハム・Jr.、ジョーダン・ピール | ノミネート | [ 36 ] [ 37 ] |
| アカデミー賞                       | 2018年3月5日   | 監督賞                     | ジョーダン・ピール                                                                          | ノミネート | [ 36 ] [ 37 ] |
| アカデミー賞                       | 2018年3月5日   | 主演男優賞                 | ダニエル・カルーヤ                                                                          | ノミネート | [ 36 ] [ 37 ] |
| アカデミー賞                       | 2018年3月5日   | 脚本賞                     | ジョーダン・ピール                                                                          | 受賞       | [ 36 ] [ 37 ] |